# Луна (певица, Украина)
Луна́ (настоящее имя — Кристи́на Ви́кторовна Гера́симова, в замужестве Бардаш; укр. Христина Вікторівна Герасимова; род. 28 августа 1990, Хемниц, округ Дрезден, ГДР) — украинская певица, автор песен, модель и фотограф. С 2018 года является продюсером одноимённого музыкального проекта «Луна».

## Биография

### Детство и юность
Кристина Герасимова родилась 28 августа 1990 года в городе Хемниц округа Дрезден (ГДР) в семье военного. У Кристины есть младшая сестра Алина (в замужестве Шуфрич). В детстве Кристина занималась в музыкальной школе по классу вокала, сольфеджио и фортепиано, а в юности училась в университете на факультете журналистики.

### Личная жизнь
В 2012—2018 годах была замужем за Юрием Бардашем (продюсером и вокалистом украинской рэп-группы «Грибы»). У пары есть сын Георгий, который родился в 2012 году, когда они жили в Лос-Анджелесе.
В 2021 году вышла замуж за гитариста из своего коллектива Александра Волощука.
Не употребляет спиртные напитки, является вегетарианкой и старается вести здоровый образ жизни. В одном из своих интервью рассказала, что иногда курит «травку». По два часа в день занимается медитацией, увлекается йогой.

### Сольная деятельность
Луна описывает свою музыку, как «душевный поп» с ностальгией по 90-м и нулевым.
20 мая 2016 года в Киеве прошла презентация дебютного альбома «Маг-ни-ты», который дебютировал в топ-20 iTunes Украины. 23 мая вышел альбом Snowfall электронного исполнителя Shumno, где Луна принимала участие в записи вокала для песни «Wake». После этого состоялся осенний тур «Затмение», в рамках которого Луна выступила в Москве, Екатеринбурге и Риге.
28 октября 2016 года певица выпустила мини-альбом «Грустный дэнс».
7 ноября 2017 года вышел альбом «Остров свободы», в трек-лист которого вошли восемь песен. «Остров свободы» был составной частью дилогии, вторая часть которой получила название «Заколдованные сны» и вышла в свет 24 октября 2018 года. Альбом включил в себя 11 песен. Продюсеры альбома — Кристина Герасимова и Александр Волощук. Альбом дебютировал на 1-м месте в чарте iTunes Украины и на 2-м месте в чарте iTunes России.
4 октября 2019 года певица выпустила свой четвёртый альбом «Транс», который содержит 10 песен в стилистике клубной электронной музыки.
14 августа 2020 года певица выпустила второй мини-альбом — Fata Morgana c пятью танцевальными треками.
В мае 2023 года Луна выпустила альбом Illusion — первый альбом, записанный целиком на украинском языке.

### Прочие проекты
В 2020—2021 году Луна вместе с Александром Волощуком организовали электронный проект Der Diktatur, выступая в рамках него только на концертах (без релизов).
В 2021 году певица стала набирать исполнителей в свой лейбл Luna Prod. Первым участником стал Владимир Прудкий, выступающий под псевдонимом Князь Володимир.

### Прочая деятельность

#### Луна в СМИ и рекламе
Одними из первых изданий, написавших о Кристине Герасимовой, были журналы Vogue и i-D, назвавшие её в 2016 году звездой украинской музыкальной революции. За несколько лет Луна появилась в сотнях публикаций в СМИ и в интернете. Певица также появлялась на обложках таких журналов, как Numéro, BLVD., «Стольник», SNC, Vegeterian и др. В 2016 году у Луны брал интервью Иван Дорн. Интервью вышло на сайте журнала Interview.
Партнёром и спонсором Луны является сервис Apple Music (в рамках сотрудничества с Apple, Кристина Герасимова была лицом компании, а также сняла клип «Jukebox» полностью на iPhone). Несмотря на то, что Луна избегает телевизионные шоу, она была дважды приглашена в шоу «Вечерний Ургант» на Первом канале (Россия): в выпуске от 27 ноября 2017 года певица живьём исполнила композицию «Jukebox», а 4 октября 2019 года — «Сиреневый рай». 26 декабря 2017 года Луна была героиней ТВ-шоу «Здесь и сейчас» Михаила Козырева, в котором Михаил взял у Луны большое интервью, а также назвал певицу и её клип «Огонёк» музыкальным открытием года.
В ноябре 2018 года Луна дала интервью журналу Tatler, в котором рассказала о существовании музыкального проекта «Луна», который она позиционирует как творческое объединение. Там же певица заявила о том, что сменила фамилию на девичью: «Луна снова Герасимова».
14 февраля 2019 года портал The Flow выпустил фильм «Певица Луна успешна», в котором помимо большого интервью, представлены видеоматериалы её концертного тура. В марте 2019 года Луна приняла участие в информационной кампании #DrawYourValues некоммерческого неправительственного фонда BYHMC (Мемориальный центр холокоста «Бабий Яр») со слоганом «Відстоюй рівність» («Отстаивай равенство»).
17 мая 2019 года в Международный день борьбы с гомофобией, трансфобией и бифобией поучаствовала в проекте «Борітеся — поборете!» в поддержку ЛГБТ-сообщества в Украине.

#### Луна и дизайн одежды
Луна участвует в рекламе и часто выступает как приглашённая модель. Также она имела либо имеет рекламные контракты с брендами одежды ANOUKI, Vagabond, Puma, Yves Saint Laurent, Wolford, Befree. 3 сентября 2016 года в рамках Mercedes Benz Kiev Fashion Days состоялся показ коллекции коллаборации украинского дизайнера Лилии Пустовит с украинским брендом TAGO. Дизайнер была вдохновлена музыкой 1990-х годов и дебютным альбомом Луны, в результате чего на футболках, трикотаже и олимпийках можно было встретить цитаты из её песен. 8 июля 2018 года было объявлено о совместной работе Луны и украинского дизайнера Антона Белинского. В коллаборации «Луна х Anton Belinskiy» была создана коллекция уличной одежды с принтами и символикой Луны.

#### Луна в кинематографе
22 ноября 2018 года в прокат в России вышел драматический фильм «Подбросы» режиссёра Ивана Твердовского, в официальный саундтрек к которому вошли три песни Луны: «Free Love», «Чокер» и «Мальчик, ты снег».
1 апреля 2019 года на телеканале ТВ-3 (Россия) в эфир вышла серия проекта «Гоголь» (сериал о Николае Гоголе), под названием «Колодец крови». Для этой серии Луна записала песню «Кровавый колодец». Песня была включена в официальный саундтрек «Музыка из киносериала „Гоголь“», в котором также представлены песни таких исполнителей, как Loboda, Сергей Шнуров и Борис Гребенщиков.
В июне—июле 2020 года на онлайн-платформе more.tv выходил сериал «Чики», саундтреком к которому стала песня Луны «Алиса». 13 августа 2020 года в прокат в России вышла комедия «Красотка в ударе», в саундтрек к которой вошла песня Луны «Free Love». 9 октября 2020 года певица выпустила кавер на песню Бьянки и Макса Лоренса «Лебединая», который вошёл в саундтрек сериала «Гусар», выходившего на телеканале ТНТ (Россия) в октябре 2020 года.

## Дискография
| Оценки критиков | Оценки критиков |
| Источник        | Оценка          |
| --------------- | --------------- |
| InterMedia      | [ 53 ]          |

### Альбомы
- 2016 — «Маг-ни-ты»
- 2016 — «Грустный дэнс» (мини-альбом)
- 2017 — «Остров свободы»
- 2018 — «Заколдованные сны»
- 2019 — «Транс»
- 2020 — Fata Morgana (мини-альбом)
- 2023 — Illusion

### Синглы
- 2015 — «Луна», «Осень», «Алиса», «Лютики», «Мальчик, ты снег»
- 2016 — «Бутылочка», «Грустный дэнс», «За край»
- 2017 — «Пули», «Огонёк», «Друг», «Free Love»
- 2018 — «Поцелуи», «Jukebox», «Спящая красавица»
- 2019 — «Кровавый колодец», «Тропик Козерога», «Сижки», «Сила стона», «Дельфины», «Лунные гипнозы»
- 2020 — «Летние бульвары», «Лебединая»
- 2021 — «Пташка», «Ухажёр»
- 2022 — «Виграй», «Ще раз», «Пелікан», «Сльози ллють дівчата»

#### Как приглашённый исполнитель
- 2016 — «Wake» (Shumno)
- 2017 — «Over the Edge» (Shumno)
- 2017 — «Мама говорила» (Aina)
- 2017 — «Бутылочка» (PLC)
- 2019 — «Посмотри в глаза» (Эрика Лундмоен и Ева Гурари)
- 2019 — «Мур-мур» (Nikita Zabelin)
- 2019 — «Intruz» (White 2115)

## Видеоклипы
| Год  | Клип                                                   | Режиссёр                          | Альбом              |
| ---- | ------------------------------------------------------ | --------------------------------- | ------------------- |
| 2015 | «Луна»                                                 | Luna Production                   | «Маг-ни-ты»         |
| 2015 | «Осень»                                                | Кристина Бардаш                   | «Маг-ни-ты»         |
| 2015 | «Алиса»                                                | Luna Production                   | «Маг-ни-ты»         |
| 2015 | «Лютики»                                               | Luna Production                   | «Маг-ни-ты»         |
| 2016 | «Мальчик, ты снег»                                     | Luna Production                   | «Маг-ни-ты»         |
| 2016 | «Расстояния» (клип удалён)                             | Luna Production                   | «Маг-ни-ты»         |
| 2016 | «Он с тобою не…»                                       | VIVICOXY                          | «Маг-ни-ты»         |
| 2016 | «Бутылочка»                                            | Юрий Бардаш                       | «Маг-ни-ты»         |
| 2016 | «Расстояния» (Glamour)                                 | Любовь Климова                    | «Маг-ни-ты»         |
| 2016 | «Грустный дэнс»                                        | Luna Production                   | «Грустный дэнс»     |
| 2016 | «Нож»                                                  | Валдис Белых                      | «Грустный дэнс»     |
| 2017 | «Пули»                                                 | Алина Гонтар                      | «Остров свободы»    |
| 2017 | «Wake» (feat. Shumno)                                  |                                   | —                   |
| 2017 | «Огонёк»                                               | Luna Production                   | «Остров свободы»    |
| 2017 | «Друг»                                                 | Ольга Бабич                       | «Остров свободы»    |
| 2017 | «Free Love»                                            | Влад Фишез, Ольга Бабич           | «Остров свободы»    |
| 2018 | «Поцелуи»                                              | Алина Гонтар                      | «Остров свободы»    |
| 2018 | «Jukebox»                                              | Алина Гонтар                      | «Остров свободы»    |
| 2018 | «Спящая красавица»                                     | Алина Гонтар                      | «Заколдованные сны» |
| 2018 | «Чистый сон» (The Village)                             | Андрей Айрапетов                  | «Заколдованные сны» |
| 2019 | «Тропик Козерога»                                      | Алина Гонтар                      | «Заколдованные сны» |
| 2019 | «Затмение»                                             | Daniel Shake                      | «Маг-ни-ты»         |
| 2019 | «Кровавый колодец»                                     | —                                 | —                   |
| 2019 | «Сижки»                                                | Андрей Рубец                      | «Заколдованные сны» |
| 2019 | «Посмотри в глаза» (feat. Эрика Лундмоен и Ева Гурари) | Катя Штоколова, Дарья Балановская | —                   |
| 2019 | «Дельфины»                                             | Андрей Рубец                      | «Транс»             |
| 2019 | «Лунные гипнозы»                                       |                                   | «Транс»             |
| 2019 | «Intruz» (feat. White 2115)                            | Алан Уиллманн                     | —                   |
| 2019 | «Золотые лепестки»                                     | Андрей Рубец                      | «Транс»             |
| 2019 | «Золотые лепестки» (Female Trip)                       | Алина Гонтар                      | «Транс»             |
| 2020 | «Чистый сон»                                           | Кристина Герасимова               | «Заколдованные сны» |
| 2020 | «Чужие люди»                                           | Алина Гонтар                      | «Заколдованные сны» |
| 2020 | «Алиса» (OST «Чики»)                                   | —                                 | «Маг-ни-ты»         |
| 2020 | «Fata Morgana»                                         | Алина Гонтар                      | Fata Morgana        |
| 2020 | «Extravision» (hypno lyric video)                      | Алина Гонтар                      | Fata Morgana        |
| 2020 | «Суть» (lyric video)                                   | Алина Гонтар                      | Fata Morgana        |
| 2020 | «Летние бульвары»                                      | Никита Кузьменко                  | —                   |
| 2020 | «Лебединая»                                            | Алина Гонтар                      | —                   |
| 2021 | «Жанна д’Арк»                                          | Алина Гонтар                      | Fata Morgana        |
| 2021 | «Пташка»                                               | Алина Гонтар                      | —                   |
| 2021 | «Ухажёр»                                               | Алина Гонтар                      | —                   |

## Награды и номинации
| Год  | Премия | Категория      | Песня              | Результат |
| ---- | ------ | -------------- | ------------------ | --------- |
| 2020 | Yuna   | Другой формат  | —                  | Победа    |
| 2021 | Yuna   | Другой формат  | —                  | Номинация |
| 2021 | Жара   | Саундтрек года | Алиса (OST «Чики») | Номинация |